# Mitsubishi Fuso Truck and Bus Corporation

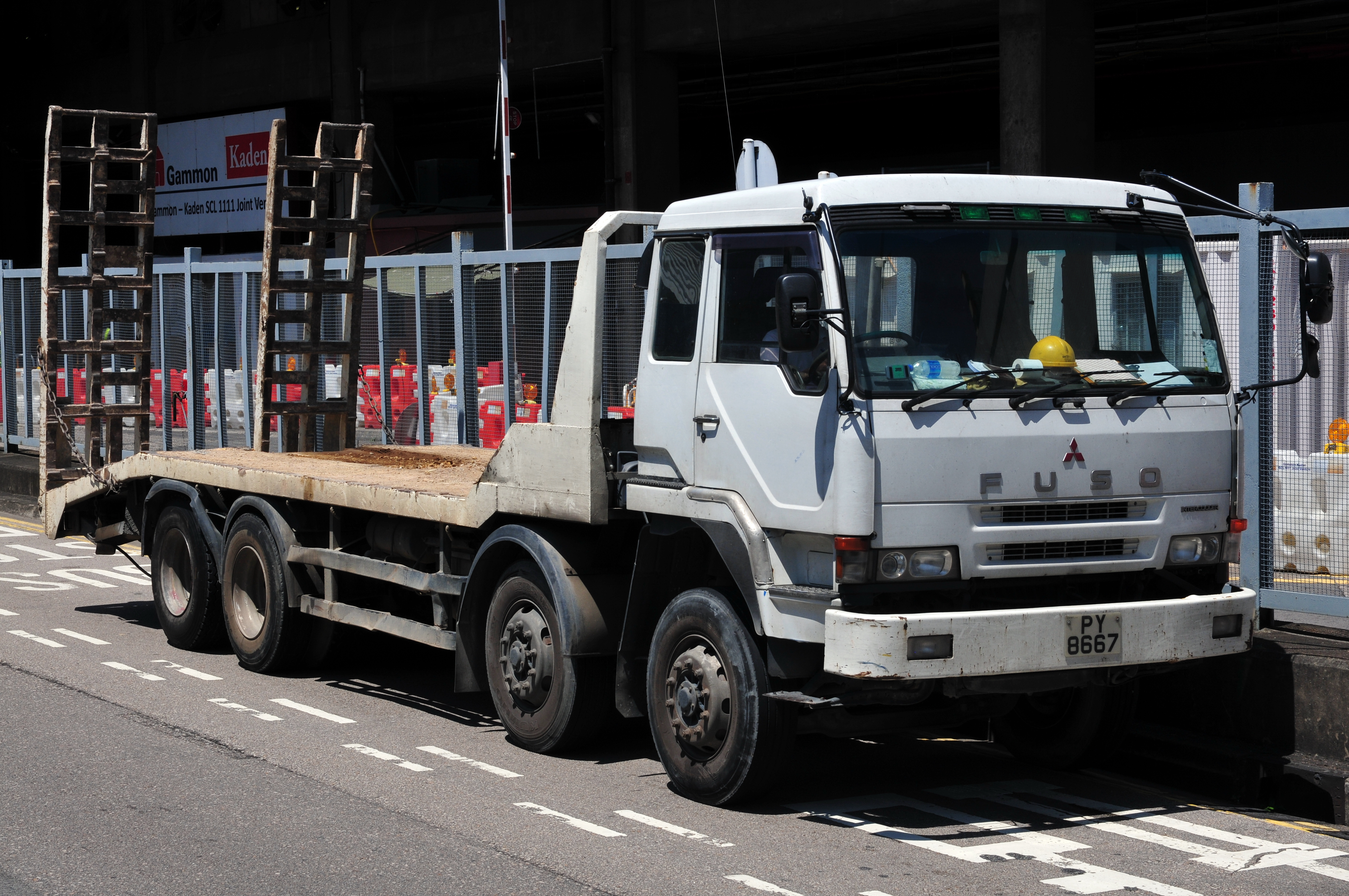
FUSO 2013 v Hongkong

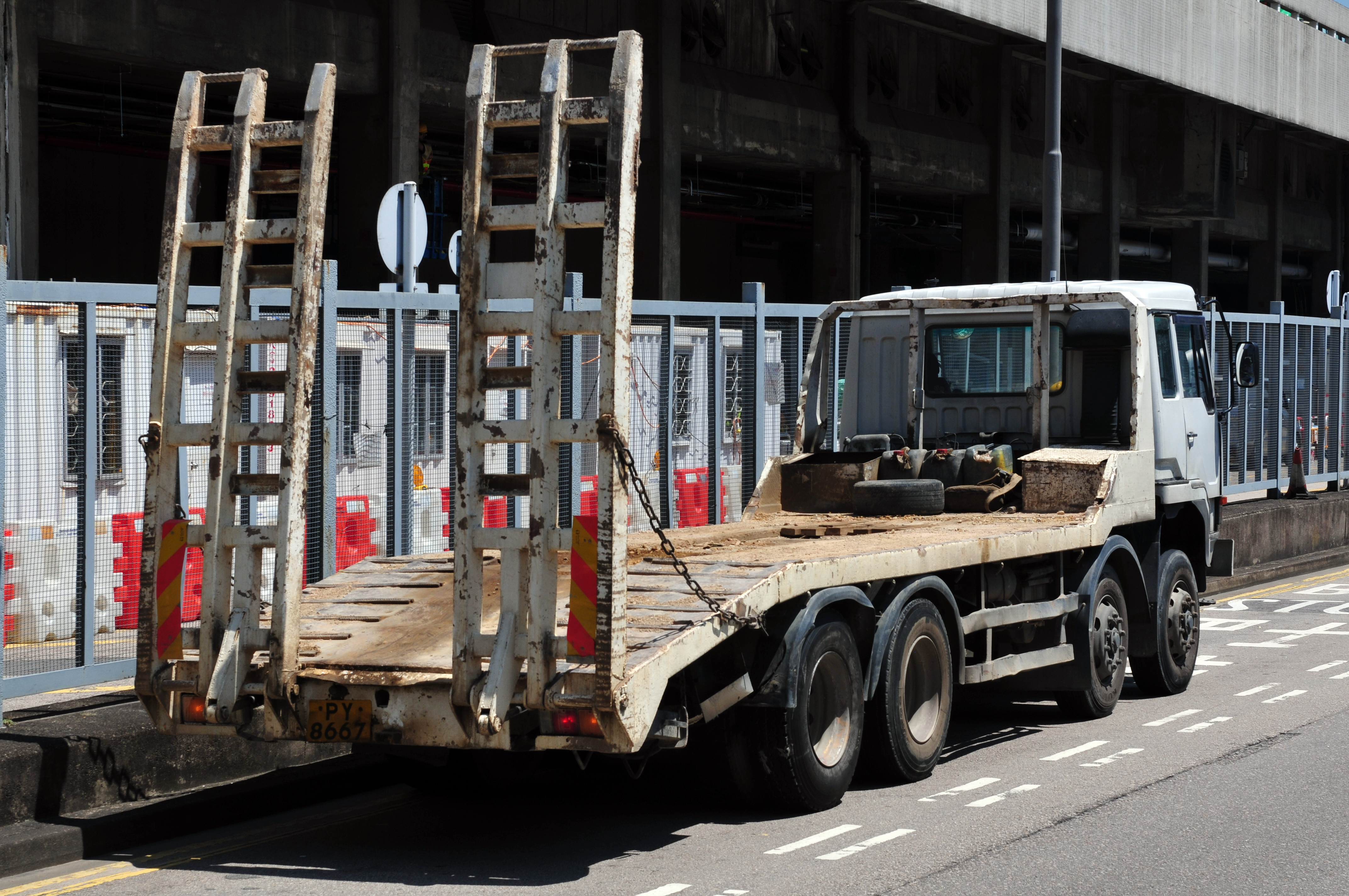

Mitsubishi Fuso Truck and Bus Corporation (japonsky: 三菱ふそうトラック・バス株式会社 ) je německo-japonská společnost na výrobu nákladních vozidel a autobusů. Ústředí firmy je ve městě Kawasaki, Japonsko. Společnost je vlastněná firmou Daimler AG z Německa. Daimler vlastní cca 85% společnosti Mitsubishi Fuso a společnost Mitsubishi Fuso je součástí divize Nákladní vozidla Daimler AG (Daimler Truck) .

## Výrobky

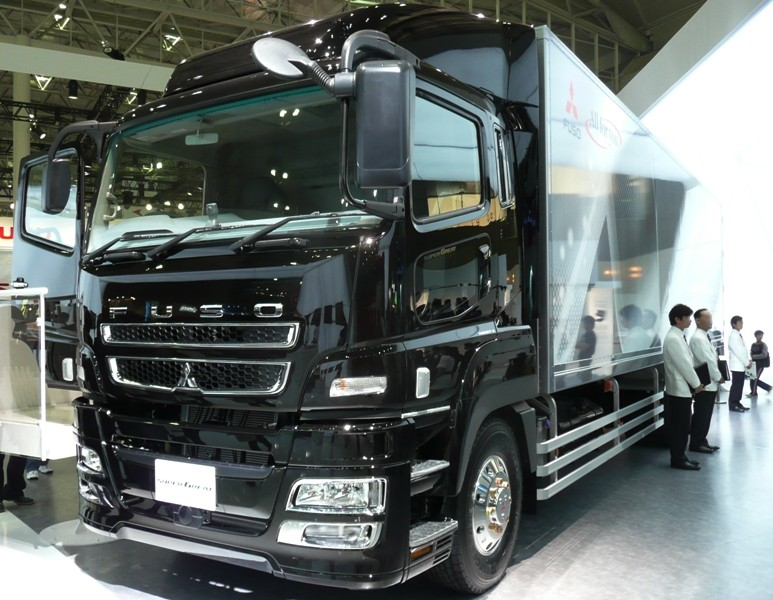
Fuso Super Great

### Výroba v Japonsku

#### Nákladní vozidla
- Fuso Canter
- Fuso Canter Guts (Canter Mini)
- Canter Eco Hybrid
- Fuso Fighter
- Fuso Super Great

#### Autobusy

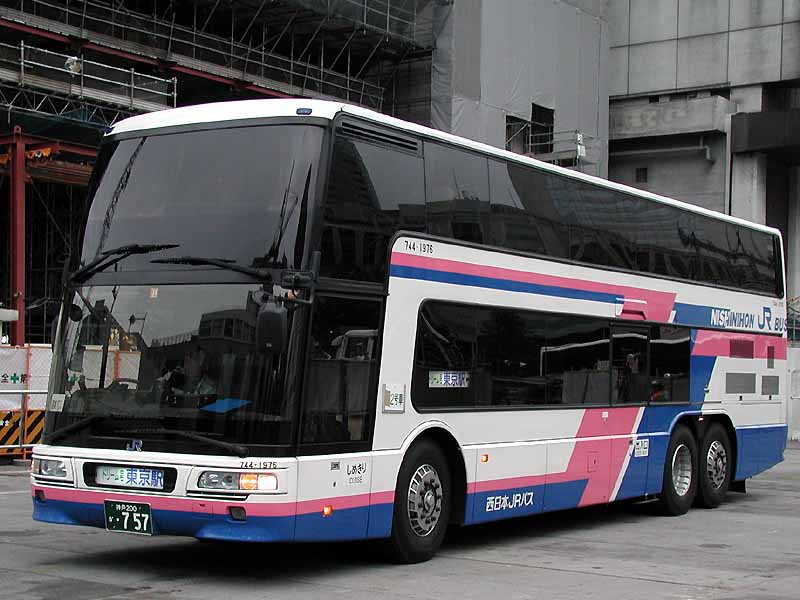
Fuso Aero King, Japonsko.

- Fuso Rosa
- Fuso Aero Midi
  - Fuso Aero Midi MK
  - Fuso Aero Midi MJ
  - Fuso Aero Midi ME
- Fuso Aero Star
- Fuso Aero Queen
- Fuso Aero King
- Fuso Aero Bus
- Fuso Aero Ace

### Výroba mimo území Japonska

#### Nákladní vozidla
- Fuso FB (Canter Mini)
- Fuso FC (Canter)

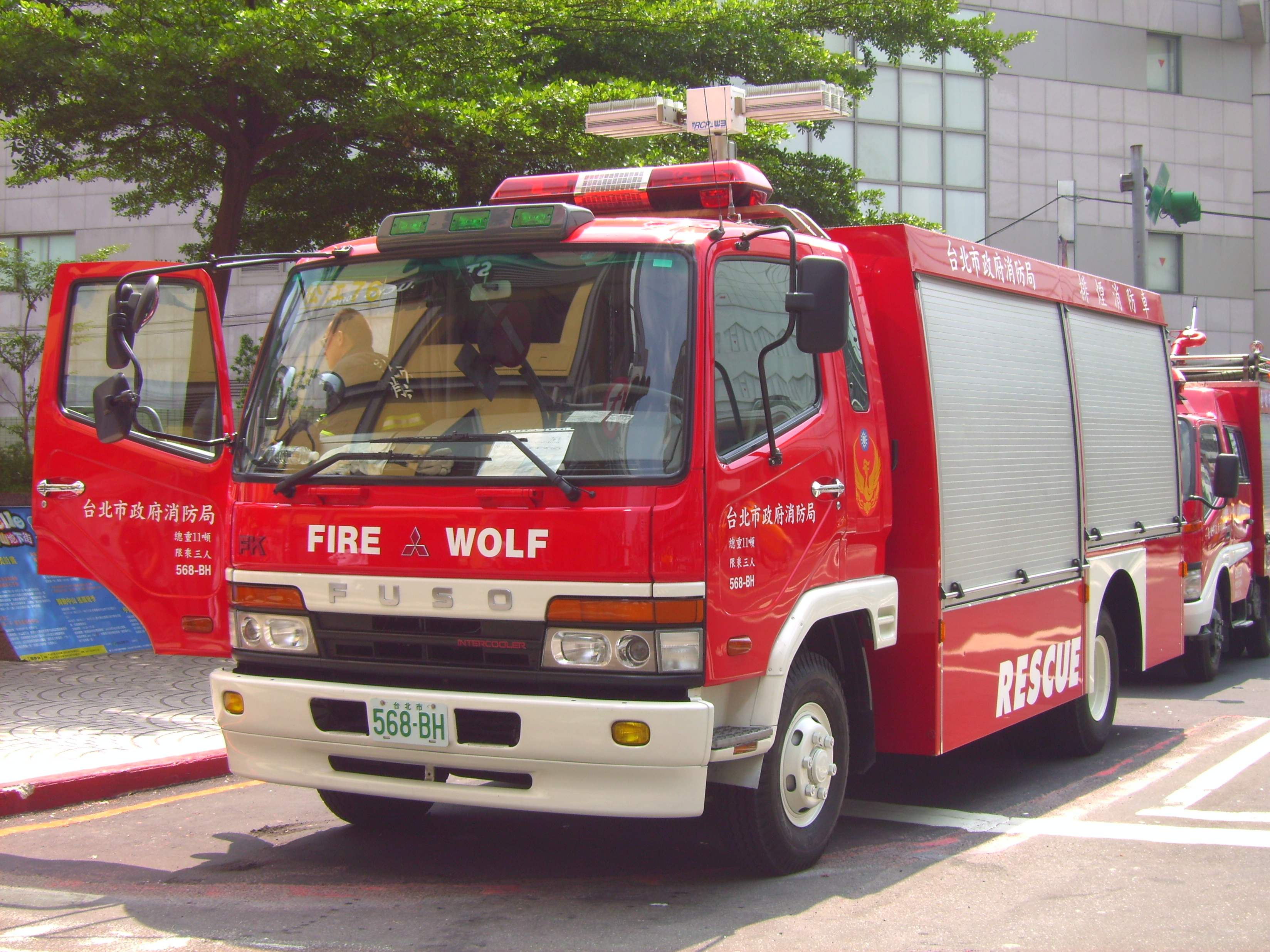
Fuso FK

- Fuso FE (Canter) prodáván také pod značkou Sterling 360
- Fuso FG (Canter 4WD)
- Fuso FH (Canter Hi)
- Fuso FK (Fighter)
- Fuso FM (Fighter Hi)
- Fuso FL (Fighter 4WD)
- Fuso FP/FS/FV (Tahač)
- Fuso Shogun

#### Autobusy
- Fuso Rosa
- Fuso MK (Aero Midi)

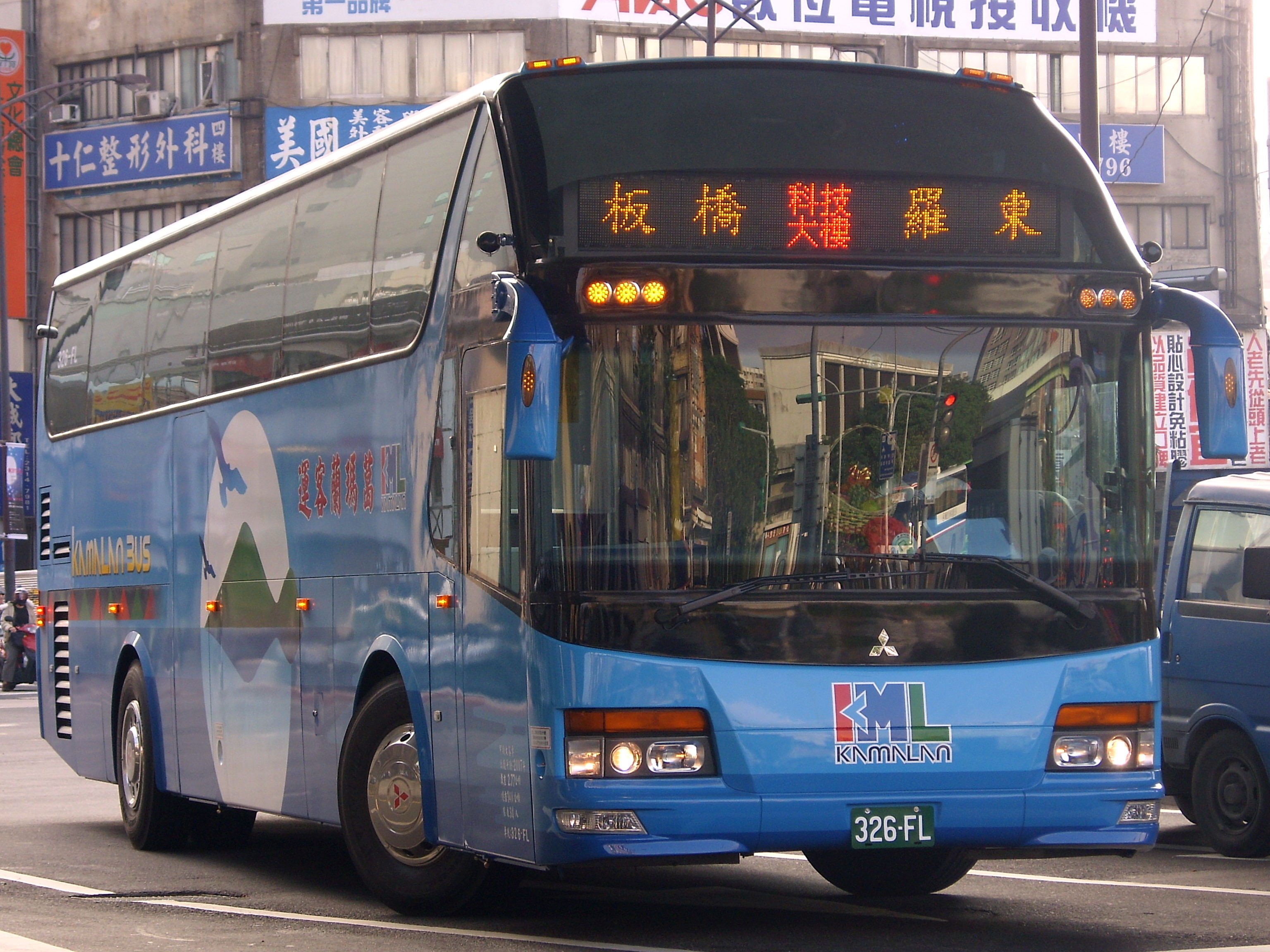
Fuso RM autobus, Tchaj-wan

- Fuso MP (Nový Aero Star) dieselový a CNG
- Fuso MS (Aero Autobus/Aero Queen)
- Fuso BM
- Fuso RK
- Fuso RP

## Celosvětová distribuce
Mimo Japonsko, jsou automobily vyráběné firmou Mitsubishi Fuso Truck and Bus Corporation prodávány v zemích:
- USA a Kanada: Mitsubishi Fuso Truck of America, Inc. (Logan Township, New Jersey)
- Latinská Amerika: Mitsubishi Motors, Daimler a nezávislá dealerství
- Asie: Mitsubishi Motors, Daimler a nezávislá dealerství
- Střední Východ: Mitsubishi Motors a nezávislá dealerství
- Afrika: Mitsubishi a nezávislá dealerství
- Oceánie: Daimler/Mercedes-Benz, Mitsubishi Motors, Fuso a nezávislá dealerství
- Evropa: Mitsubishi Motors, Daimler/Mercedes-Benz a nezávislá dealerství